# Shelby American Inc
Shelby American, Inc. — американский производитель автомобилей с повышенными эксплуатационными характеристиками, , основанный бывшим гонщиком Кэрроллом Шелби. Название Shelby American использовалось несколькими юридически самостоятельными корпорациями, основанными Шелби с момента начала работы его первоначального магазина в Венисе (штат Калифорния) в 1962 году. Нынешняя итерация является дочерней компанией Carroll Shelby International, Inc. (OTC Pink: CSBI), холдинговой компании, созданной в 2003 году. Другой дочерней компанией Carroll Shelby International является Carroll Shelby Licensing, которая лицензирует название и торговые марки, связанные с Shelby, другим компаниям (включая Shelby American). Shelby American была первым производителем автомобилей в штате Невада. Shelby American производит автомобильные комплектующие, в том числе реплики малолитражных и крупнолитражных AC Cobras, Shelby GT350 и GT500 Super Snake. С 2005 года Shelby American ежегодно выпускает новые модели.

## История

### Основание

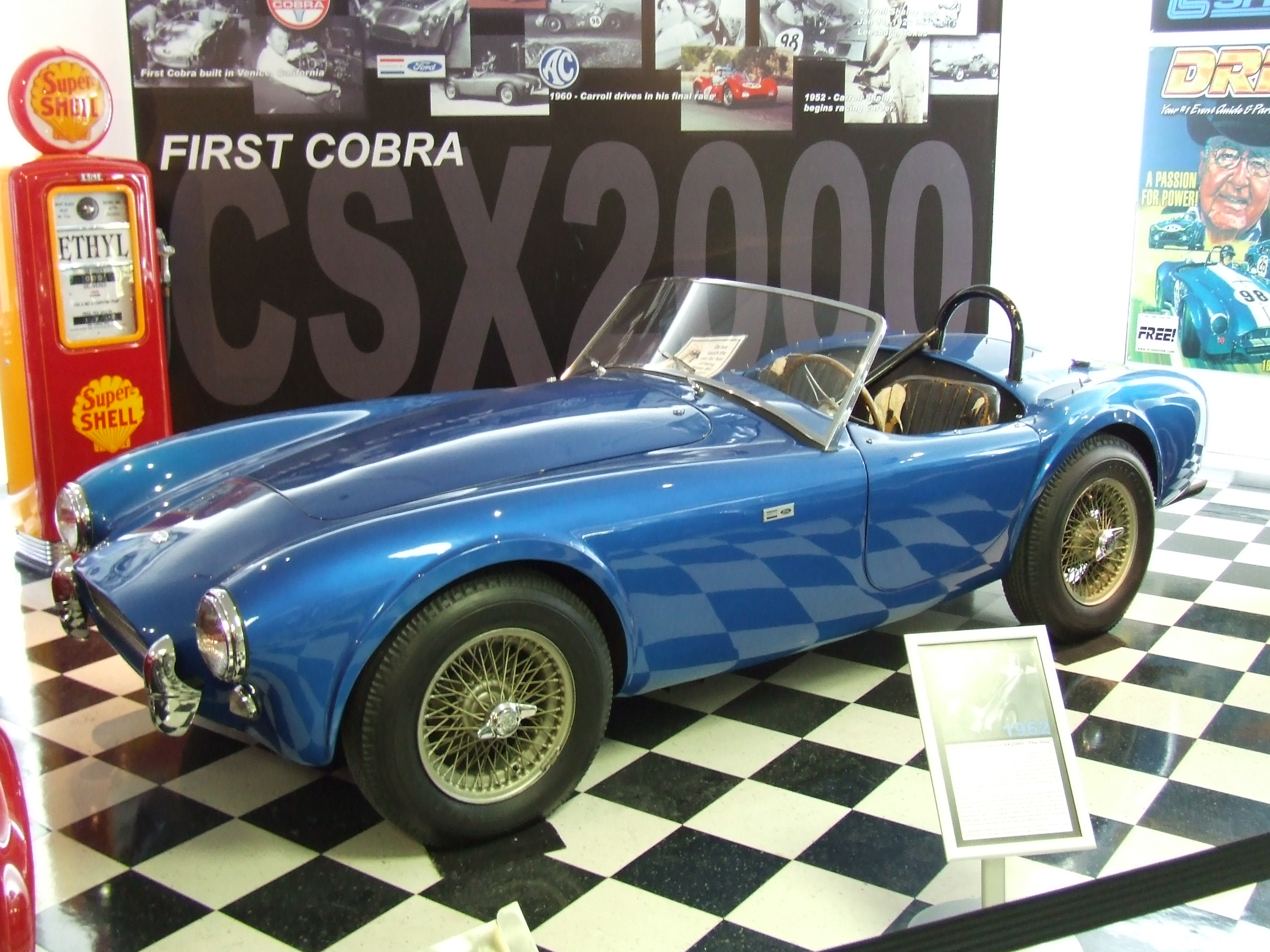
Первый автомобиль AC Cobra, CSX2000, в музее Шелби.

В 1957 году гонщик Кэрролл Шелби открыл дилерский центр спортивных автомобилей в Далласе вместе с гонщиком Джимом Холлом и старшим братом Холла Диком, продавая итальянские Maserati по всему американскому Юго-Западу. Они участвовали в гонках Maserati в Национальном чемпионате спортивных автомобилей SCCA 1957 года, в то время как по другую сторону Атлантики компания Lister Motor Company Брайана Листера пользовалась успехом в гонках после установки двигателей Jaguar XK на свои спортивные автомобили. Шелби и Холл встретились с Листером в Англии с идеей установить малоблочный двигатель Chevrolet в кузов Lister. Они вернулись в Даллас с шестью автомобилями, пять из которых продали, а на шестой установили двигатель Chevrolet, с которым Холл участвовал в Национальном чемпионате SCCA. Это был первый опыт Шелби по установке американского двигателя V8 в кузов британского спорткара.
При финансовой поддержке нефтяного бурильщика и гонщика-любителя Гэри Лафлина в 1959 году Холл и Шелби обратились в General Motors с идеей создать новый спортивный автомобиль, используя шасси и двигатель Chevrolet Corvette, но с алюминиевым кузовом, гораздо более легким, чем заводской Corvette, чтобы сделать конкурентоспособный автомобиль для кузовных гонок. Было поставлено три автомобиля, на которые были установлены новые кузова, разработанные Carrozzeria Scaglietti, но после первых трёх автомобилей руководство GM отказалось продавать им новые шасси, опасаясь, что «Scaglietti Corvettes» будут конкурировать с собственными автомобилями GM.
Шелби продолжал участвовать в гонках спортивных автомобилей в конце 1950-х годов, участвовал в Формуле-1 за Aston Martin в 1958 и 1959 годах, выиграл «24 часа Ле-Мана» в 1959 году и чемпионат USAC по шоссейным гонкам в 1960 году, но был вынужден уйти на пенсию после сезона 1960 года из-за постоянной стенокардии, вызванной врождённым пороком сердца.
В 1961 году Шелби основал автошколу Shelby School of High Performance Driving на Riverside International Raceway недалеко от Лос-Анджелеса, наняв Пита Брока в качестве преподавателя, и получил дистрибьюторские права на шины Goodyear и свечи зажигания Champion. Для этих предприятий он арендовал помещение у Дина Муна в его магазине в Санта-Фе-Спрингс (Калифорния).
Шелби связался с несколькими европейскими автопроизводителями с целью заключить сделку на импорт их шасси и установку американского V8, но ему отвечали отказом до сентября 1961 года, когда британская компания AC Cars ответила утвердительно. После создания British Aircraft Corporation, образованной в результате слияния Bristol Aeroplane Company с English Electric и Vickers, вновь выделенная Bristol Cars прекратила производство своего шестицилиндрового двигателя, который AC использовала в своем спортивном автомобиле Ace. Нуждаясь в новых поставщике двигателей, они заключили сделку с Shelby: они отправят кузова из своего магазина в Темз Диттон (Суррей) в Калифорнию к Shelby для установки американского двигателя V8, если удастся найти подходящий. Шелби вернулся в GM с просьбой о поставке двигателей Chevrolet V8, но ему снова отказали, опасаясь, что европейский спортивный автомобиль с двигателем Chevrolet будет конкурировать с Corvette. Вместо этого он попытался договориться с Ford, который в конце года выпускал новый малоблочный двигатель V8.
В ноябре 1961 года Ford доставил пару двигателей V8 «Windsor» в магазин Муна, а первый кузов AC прибыл в феврале 1962 года. Шелби и Мун установили двигатель V8 и трансмиссию BorgWarner T-10 в кузов AC, создав первый из автомобилей, названных Шелби «Кобра».
Для расширения производства Шелби понадобилось собственное предприятие. По совпадению, срок аренды Лэнсом Ревентлоу своего магазина в Венисе (Лос-Анджелес), где его компания собирала гоночные автомобили Scarab, истекал. Шелби арендовал здание по адресу 1042 Princeton Drive в апреле и основал свою новую компанию: Shelby American, Inc. Фил Ремингтон, главный инженер Scarab, был немедленно нанят Шелби для продолжения работы над Cobra.

## Модельный ряд
- Shelby Cobra
- Shelby Daytona[англ.]
- Shelby Mustang
- Shelby GLH-S[англ.]
- Shelby Lancer
- Shelby CSX[англ.]
- Shelby Dakota
- Shelby Series 1

## Музей Шелби
Корпоративный музей Shelby Heritage Center расположен в Лас-Вегасе (штат Невада) по адресу 6405 Ensworth Street. В нём представлен себя широкий спектр автомобилей Shelby, от первой Cobra CSX2000 до прототипов Series 1 и некоторых последних творений.